# دشت جیدیر
دشت جیدیر (ترکی آذربایجانی: Cıdır düzü) دشتی است واقع در قسمت جنوبی شهر شوشی جمهوری آذربایجان. نام این دشت که به زبان ترکی آذربایجانی به میدان مسابقه اسب‌دوانی گفته می‌شود به برگزاری مسابقات سوارکاری در اینجا در عهد خانات قره‌باغ اشاره می‌کند.

## موقعیت
ارتفاع بخش‌های غربی و شرقی شوشی به ترتیب ۱۸۰۰ متر و ۱۴۰۰ متر از سطح آب‌های آزاد است.دشت جیدیر در قسمت جنوبی شهر قرار دارد که بخش نسبتاً مسطح، در عین حال بالاتر شوشی محسوب می‌شود. این چمن‌زار، مشرف بر دره و ژرف‌دره داش‌آلتی می‌باشد که رود داش‌آلتی از ۲۰۰ متر پایینش جاری است. دنباله ای واقع در لبه دشت، منتهی است به «قیرخ پیله‌کن» (چهل پله)، چهل پله‌ای که در نوبه خود به سمت پایین ژرف‌دره یادشده و غار «خزینه قلعه‌سی» (قلعه گنجینه) منتهی می‌شود.

## اهمیت

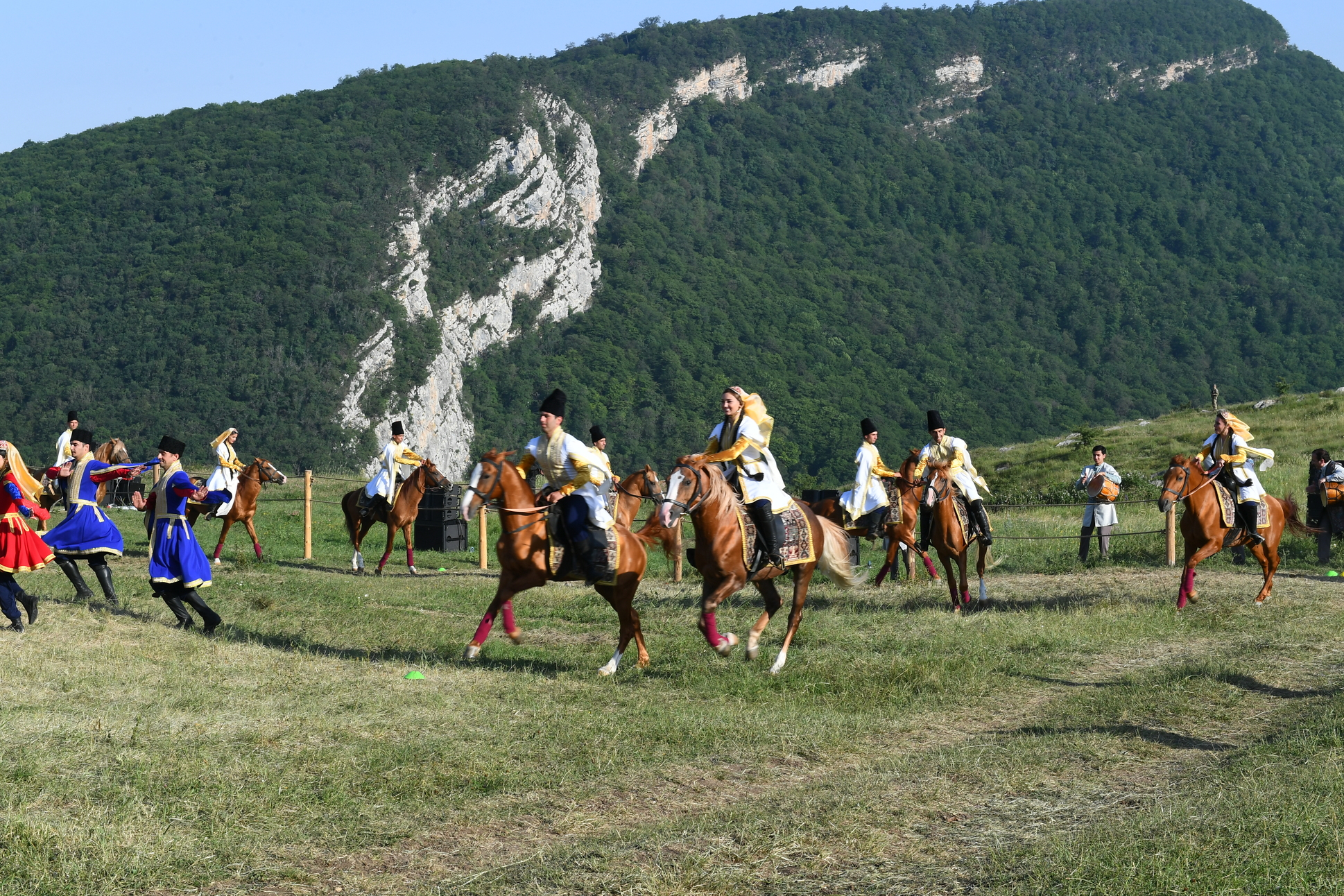
مراسم اسب‌دوانی در هنگام بازدید الهام علیف و رجب طیب اردوغان

دشت جیدیر همیشه محل اصلی برگزاری جشنها و رویدادهای ورزشی در شوشی بوده‌است. پس از تأسیس شهر شوشی، مسابقات کشتی جزو مسابقات دوره‌ای بوده‌است که توسط خانان قره‌باغ برگزار می‌شده‌است. چه مسابقه اسب‌دوانی و چه شتردوانی در اینجا برگزار می‌شده‌است. چوگان هم در زمره بازی‌هایی بود، که در این محل بازی می‌شده‌است. حضار این بازی‌ها همچنین در زمینه حرکت‌های نمایشی سوارکاری نیز از مهارت‌های فراوانی برخوردار بودند.
ابراهیم خلیل جوانشیر که علاقه شدیدی به اسب‌های قره‌باغ داشت، همزمان با اینکه رقابت‌های مداوم سوارکاری به صورت هفتگی در قلمرو خانات قره‌باغ برگزار می‌شد، مسابقات رسمی نیمه‌سالانه‌ای نیز در این دشت برپا می‌نمود. جوانان دارای قریحه منحصر به فرد در رشته اسب‌سواری جوایز زیادی در این مسابقات به دست می‌آورده‌اند. یکی از این بازی‌های برگزار شده در دشت جیدیر «بهاربندی» نام داشت که بر اساس مقررات آن، ورزشکاران هنگام سوارکاری با سرعت بالا باید پاپاخ، تفنگ، خنجر و سابر را به سمت جاهای تعیین شده دور می‌انداختند. سپس، هنگامی که به نقطه اول بازمی‌گشتند می‌بایست آن‌ها را با انجام حرکات نمایشی و با حفظ سرعت بالای اسب، از روی زمین جمع می‌کردند.
افزون بر این، دشت جیدیر به منزله محلی برای برگزاری جشن‌های نوروزی و استقبال از مهمانان از اهمیت ویژه‌ای برخوردار بود. سایر جشنوارههای برگزار شده در این دشت حاوی بندبازی، نمایش‌های دلقکها همراه با موسیقی زنده و غیره… بود. این دشت را اغلب به یک هیپودروم تشبیه می‌کنند.